# Aristobulos (Sohn des Herodes)
Aristobulos (* um 35 v. Chr.; † 7 v. Chr. in Sebaste) war ein Sohn des jüdischen Königs Herodes und seiner zweiten Frau, der hasmonäischen Prinzessin Mariamne I. Sein älterer Bruder Alexander (* um 36 v. Chr.) stammte ebenfalls aus dieser Ehe. Beide Söhne galten lange Zeit als Thronfolger, wurden aber 7 v. Chr. auf Veranlassung ihres Vaters wegen angeblicher Umsturzpläne hingerichtet.

## Herkunft
Mariamne (I), die Mutter von Aristobulos und Alexander, war eine Tochter der Hasmonäerin Alexandra und deren Vetter Alexandros. Ihre Urgroßmutter war die jüdische Königin Salome Alexandra. Aus der Ehe von Mariamne mit Herodes gingen außer Alexander und Aristobulos auch deren Schwestern Salampsio und Kypros hervor sowie ein weiterer (namentlich nicht bekannter) Bruder, der früh verstarb.
Ein traumatisches Erlebnis für Aristobulos und Alexander, das ihr ganzes Leben prägen (und schließlich zerstören sollte) war die Hinrichtung ihrer Mutter Mariamne durch ihren Vater Herodes 29 v. Chr. wegen angeblicher Untreue. Aristobulos war zum Zeitpunkt dieser Tragödie etwa sechs Jahre alt.

## Ausbildung in Rom
Gemeinsam mit seinem Bruder Alexander wurde Aristobulos um 22 v. Chr. nach Rom gesandt und dort zunächst im Haus des Privatmanns Pollio erzogen. Später erhielten die Brüder Wohnungen direkt im Palast des Kaisers Augustus. Sie blieben insgesamt etwa fünf Jahre in Rom.

## In der Rolle des Thronfolgers
Bei ihrer Rückkehr nach Judäa 17 v. Chr. wurden der 18-jährige Aristobulos und sein 19-jähriger Bruder Alexander von der jüdischen Bevölkerung freudig begrüßt. Beide Brüder waren wegen ihrer Schönheit und stattlichen Statur sowie wegen ihrer Abstammung von dem früheren hasmonäischen Königshaus bei allen nationalgesinnten Juden sehr beliebt.
Die selbstbewussten Ankündigungen der beiden Brüder, den Tod ihrer Mutter Mariamne eines Tages rächen zu wollen, lösten allerdings bei all denjenigen am königlichen Hof, die zu der Verurteilung und Hinrichtung Mariamnes (I) beigetragen hatten, höchste Besorgnis für ihre eigene Sicherheit aus. Darunter waren Salome, die Schwester des Herodes, und Pheroras, sein Bruder.
Aristobulos wurde von seinem Vater König Herodes, der sich darum bemühte, den hasmonäischen Zweig der Familie mit dem idumäischen zu verbinden, nach seiner Rückkehr 17 v. Chr. mit Berenike, der Tochter der Salome und des Kostobaros, verheiratet. Aus der Ehe gingen die folgenden Kinder hervor:
- Herodes, später König von Chalkis,
- Herodes Agrippa I., später König von Judäa (37–44 n. Chr.),
- Aristobulos, später verheiratet mit Jotape, der Tochter des Königs Sampsigeramos II. von Emesa (Homs),
- Herodias, später verheiratet mit 1. Herodes Boethos und 2. dem Tetrarchen Herodes Antipas,
- Mariamne, die spätere Gattin des Ethnarchen Herodes Archelaos.

Aufgrund des zweideutigen und ungeschickten Verhaltens von Aristobulos und Alexander, die den Stolz auf ihre hasmonäische Herkunft offen zur Schau trugen und die Familienangehörigen, die aus Idumäa stammten, ihre Geringschätzung spüren ließen, aber auch infolge von gegen sie gesponnenen Intrigen kühlte sich in der Folgezeit ihr Verhältnis zu ihrem Vater Herodes ab.
Herodes antwortete auf diese Entwicklung mit einer Rückberufung seines ältesten Sohnes Antipater aus der ersten Ehe mit Doris an den Königshof, wo er nun (13 v. Chr.) auch diesen als möglichen Thronfolger behandelte in der Erwartung, dass Aristobulos und Alexander sich nun besinnen und etwas bescheidener verhalten würden. Es trat allerdings das Gegenteil ein: Aristobulos und Alexander reagierten mit Empörung und entfremdeten sich noch weiter von ihrem Vater. Antipater seinerseits nutzte die Situation, um – wo er nur konnte – Verdacht gegen die Hasmonäerabkömmlinge zu schüren, wobei ihn Pheroras, der Bruder des Herodes und Onkel des Aristobulos, sowie Salome, die Schwester des Herodes und Tante des Aristobulos, unterstützten. Salome wurde zudem durch ihre Tochter Berenike, die Frau des Aristobulos, die ebenfalls unter dem hasmonäischen Adelsstolz ihres Gatten zu leiden hatte, von allen Demütigungen, die sie von seiner Seite erfahren musste, unterrichtet.
11 v. Chr. wurden beide Brüder von ihrem Vater Herodes in Aquileia vor Kaiser Augustus angeklagt, der aber durch seine Vermittlung eine Versöhnung der Familie erreichte.
Drei Jahre später jedoch wurde Aristobulus erneut mit seinem Bruder mit einer Anklage wegen Verschwörung gegen den König konfrontiert. Dieses Mal intervenierte jedoch König Archelaos von Kappadokien, der Schwiegervater des Alexander und erreichte eine Wiederversöhnung.

## Hinrichtung durch König Herodes
Eine dritte Anklage gegen die beiden Brüder, die von intriganten Aktionen des lakedämonischen Abenteurers Eurykles ausgelöst wurde, erwies sich schließlich für Aristobulos und seinen Bruder Alexander als fatal. Mit Erlaubnis von Kaiser Augustus wurden die beiden Prinzen vor einen Gerichtshof in Beirut gestellt, bei dessen Beratungen sie weder anwesend sein durften noch sich verteidigen konnten. Kurz nach ihrer Verurteilung wurden sie in Sebaste 7 v. Chr. erdrosselt. Sie wurden in der Gruft der Königsburg Alexandreion beigesetzt.